# آرمان باباجانیان
آرمان شامیری باباجانیان (ارمنی: Արման Շամիրի Բաբաջանյան؛ زادهٔ ۱۵ ژانویهٔ ۱۹۷۶ در ایروان) سیاست‌مدار و روزنامه‌نگار اهل ارمنستان است؛ که از تاریخ ۱۴ ژانویه ۲۰۱۹ تا تاریخ ۲۰۲۱ نماینده دوره هفتم مجلس ملی جمهوری ارمنستان از حوزه انتخابیه استان شیراک بود.

## زندگی‌نامه
وی در بین سال‌های ۱۹۹۳–۹۵ در کالج موراد-رافائلیان ونیز تحصیل نموده است. میناسیان کنشگر مستقل می‌باشد